# Craseomys rex
Craseomys rex és una espècie de mamífer rosegador de la família dels cricètids. És endèmic del Japó (Hokkaido i algunes petites illes properes). Els seus hàbitats naturals són els boscos montans, les plantacions de coníferes, els matollars i els herbassars. És una espècie en risc mínim, és a dir, no sembla que hi hagi cap amenaça significativa per a la seva supervivència. El seu nom específic, rex, significa ‘rei’ en llatí.